# Bulletin, Division of Agrostology United States Department of Agriculture
Bulletin, Division of Agrostology United States Department of Agriculture (abreviado Bull. Div. Agrostol., U.S.D.A.) fue una revista ilustrada con descripciones botánicas que fue editada  por  el Departamento de Agricultura de los Estados Unidos. Se publicaron 25 números desde el año 1895 hasta 1901. 